# Eragrostiella lolioides
Eragrostiella lolioides là một loài thực vật có hoa trong họ Hòa thảo. Loài này được (Hand.-Mazz.) Keng f. mô tả khoa học đầu tiên năm 1960.